# Nyassa Alberta
Nyassa Alberta (Groningen, 1982) is een Nederlands musicalacteur. Ze treedt op in musicals in met name Duitsland, Oostenrijk en Zwitserland, waaronder in 2019 de hoofdrol van Tina Turner in Tina.

## Biografie
Nyassa Alberta werd geboren in Groningen. Haar vader kwam uit Curaçao en haar moeder uit Suriname. Haar ouders scheidden toen zij zes was en vanaf haar negende groeide ze op met een bonusvader. Van jongs af is dansen en zingen haar passie, waarbij ze artiesten imiteerde als Whitney Houston en Diana Ross. Haar moeder meldde haar daarom al op jonge leeftijd aan voor een balletopleiding. Op haar zesde schreef het Nieuwsblad van het Noorden een artikel over haar toen ze een 8 had behaald tijdens de primaries van een delegatie van de Royal Academy of Dancing in Groningen. Na het Willem Lodewijk Gymnasium studeerde ze een jaar Engelse grammatica en literatuur aan de RUG.
Ze onderbrak deze studie toen ze toegelaten werd tot de Jazz Musical Dance Academy in Amsterdam. Hier hoorde ze al eens dat er op musicalgebied veel werk was in Duitsland. In 2005 studeerde ze af met een bachelordiploma. Haar eerste musicalervaring deed ze in 2004 op in de Nederlandse musical The Lion King. Voor de Duitse versie van deze Disney-musical ging ze in 2006 naar Hamburg waar ze de rol van Nala vertolkte. Later speelde ze hier ook rollen van Shenzi en Mufasa's vrouw Sarabi. Terwijl ze aanvankelijk naar Duitsland ging om in te vallen voor iemand die geblesseerd was, bleef ze hier veertien jaar lang optreden, met rollen als Maria Magdalena in Jesus Christ superstar (2017), Diana Ross in Beat it (2018) en Tina Turner in Tina (2019). In 2020 keerde ze terug naar Nederland voor de hoofdrol in Tina van producent Albert Verlinde.
In 2018 gaf ze enkele soloconcerten, als Nyassa & Friends in Wiesbaden en in Nyassa Alberta: From Whitney to Tina in Zwolle. In 2022 won ze een Musical Award voor beste vrouwelijke hoofdrol voor haar vertolking van Tina Turner. In januari 2023 was ze als panellid te zien in het RTL 4-programma DNA Singers. In datzelfde jaar was ze te zien als secret singer in het RTL 4-programma Secret Duets.
In 2024 was Alberta te zien in het televisieprogramma Stars on Stage waarin ze een duet zong met deelnemer Glen Faria. In datzelfde jaar deed ze mee aan het televisieprogramma The Connection.

## Rollen
Alberta speelde de volgende musicalrollen:
| Jaar      | Musical                      | Plaats                           | rol                                |
| --------- | ---------------------------- | -------------------------------- | ---------------------------------- |
| 2004-2006 | The Lion King                | Scheveningen (AFAS Cirustheater) | Ensemble-lid / cover Nala          |
| 2006      | The Lion King                | Hamburg                          | Nala                               |
| 2008      | Aida                         | Amstetten Theater                | Nehebeka                           |
| 2008-2010 | Hairspray                    | St. Gallen / Keulen              | Dynamite / Inez                    |
| 2008-2009 | We will rock you             | Stuttgart                        | Ozzy                               |
| 2010-2013 | Sister act                   | Hamburg / Stuttgart / Oberhausen | Deloris                            |
| 2011      | Once in this island          | Hamburg                          | Timoune                            |
| 2012      | Hair                         | Meiningen                        | Dionne                             |
| 2013      | Aida                         | Theater Nordhausen               | Aida                               |
| 2015      | Rocky                        | Hamburg                          | Ensemble-lid en Numbers Girl       |
| 2015-2017 | Bodyguard                    | Musical Dome Cologne             | Rachel Marron / cover Nicki Marron |
| 2017      | Jesus Christ superstar       | Wiesbaden                        | Maria Magdalena                    |
| 2018      | Beat it                      | Tour (Duitsland)                 | Diana Ross                         |
| 2019      | Tina: de Tina Turner musical | Hamburg                          | Tina Turner                        |
| 2020-2023 | Tina: de Tina Turner musical | Nederland (Beatrix Theater)      | Tina Turner                        |
| 2023      | The Bodyguard (musical)      | Nederland (Beatrix Theater)      | Rachel Marron                      |
| 2026      | We Will Rock You (musical)   | Tour (Nederland)                 | Killer Queen                       |